# Distrito de Uraca
El distrito de Uraca es uno de los catorce que conforman la provincia de Castilla y está ubicado en el departamento de Arequipa  en el Sur del Perú.
Limita por el Norte con los distritos de Aplao y Huancarqui (Castilla);
por el Este, con el  distrito de Majes (Caylloma); por el Oeste, con el distrito de Chuquibamba (Condesuyos); y por el Sur con el distrito de Nicolás de Piérola (Camaná).

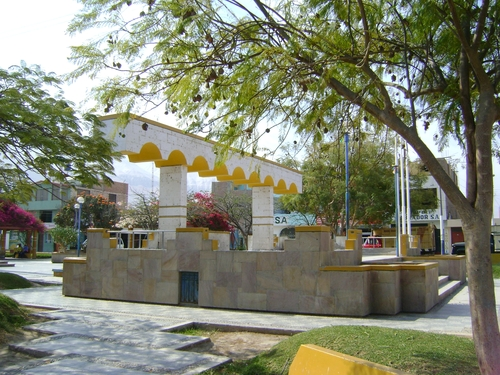
La plaza Mayor de Corire, la capital distrital.

Desde el punto de vista jerárquico de la Iglesia católica forma parte de la Prelatura de Chuquibamba en la Arquidiócesis de Arequipa.

## Historia

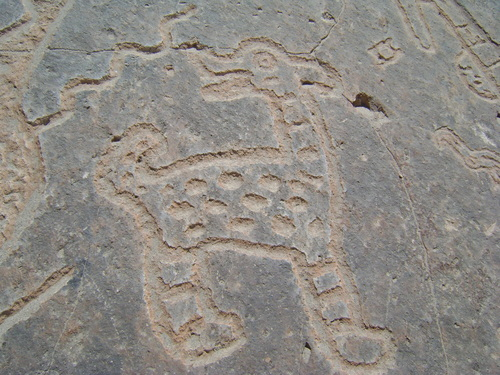
Petroglifos

El distrito de Uraca fue creado en la época de la Independencia el 1 de octubre de 1915 y su capital fue luego trasladada al pueblo de Corire. Su historia se remonta a la época preincaica, prueba de ello son los importantes vestigios dejados por los antiguos habitantes de la zona, tales como los Petroglifos de Toro Muerto (el Depositorio de Arte Rupestre más grande del planeta); los cuales fueron tallados en cientos de piedras por los Collaguas, Chuquibamabas y Wari en el 1200 d.c aproximadamente.

## Geografía
El distrito de Uraca está situado en el Valle de Majes, en la parte baja de la provincia, con un relieve plano a ligeramente ondulado.
Se encuentra por debajo de los 1 000 m s. n. m. y está formado por los distritos de Aplao, Uraca y Huancarqui.
Dicho Valle es largo y encajonado, ubicado en la llanura de la Costa del Océano Pacífico, pero lejos del mar y de las estratificaciones de los Andes, sigue la forma del río.
El clima en la comarca de Castilla Baja es muy caluroso debido a su estrechez y profundidad, con relación al llano donde las aguas han socavado su hoya. Las temperaturas medias anuales oscilan entre los 15° y los 24 °C.
Las Lluvias del invierno en la costa y del verano en la sierra llegan sólo a los extremos del valle, el cual sólo  recibe lluvias esporádicas.

## Localización
Ubicado en el extremo sur de la Provincia de Castilla-Arequipa, teniendo las siguientes coordenadas, Latitud S: 16°13'08"  y Longitud O: 72°28'07"según la clasificación de Javier Pulgar Vidal, corresponde a la región Yunga Marítima, y según la división geográfica de la región arequipa, estaría ubicado en el Desierto Costero.

## Superficie
Este distrito cuenta con una superficie de 696,37 km², lo que representa el 10% del total de la superficie de la Provincia de Castilla

## Capital
La capital Distrital es la ciudad de Corire, la cual se encuentra ubicada a 429 metros sobre el nivel del mar (m.s.n.m) y posee una población de 2 664 habitantes.

## Población
El distrito de Uraca Corire, según el censo de Población y Vivienda realizado el año 2007, posee una población de 7 182 habitantes, lo cual representa el 18.69 % de la población total de la provincia, teniendo además, una tasa de crecimiento de +37.92% de la población total del distrito. 2 664 habitantes viven en el área urbana (ciudad de Corire) y 4 518 viven en el área rural (anexos).
La población del distrito presenta una tasa de alfabetismo del 94.16 por ciento, asimismo, la esperanza de vida es de 69 años. El ingreso familiar per-cápita es de 453, esta cifra siendo la más elevada que los demás distritos de la provincia, estos factores hacen que el distrito de Uraca-Corire presente el mayor Índice de Desarrollo Humano (IDH) de la provincia de Castilla.

## Centros poblados
Centros poblados:
- Corire
- Bellavista
- Uraca
- La Mezana
- Torete
- La Candelaria
- Escalerillas
- Cantas
- El Dique
- Punta Colorada
- El Mirador
- Torán
- Villa Hermosa
- Pedregal
- José Olaya
- Goyeneche
- San Vicente
- Sarcas
- Pitis
- San Francisco
- El Granado
- Pampa Blanca

+ Orcos
- Palo Parado
- Satélite Salvador
- Sahuani
- Villa Eléctrica

## Turismo
Este distrito cuenta con importantes recursos y atractivos para el desarrollo del turismo a nivel regional, nacional e internacional. A continuación, la relación de lugares a visitar.

### Santuario de Huarango
El santuario de Huarango es el único santuario del valle de Majes y se rinde culto a la Virgen del Rosario de Huarango.
- Petroglifos de Toro Muerto
- Río Majes y canotaje
- Viñas del Ocho
- Petroglifos de Pitis
- Monasterio de Nuestra Señora del Carmen
- Catedral de la Ciudad de Corire

### Centro Ceremonial de Palo Parado
El Centro Ceremonial de Palo Parado se ubica en el distrito de Uraca-Corire, en el límite de las provincias de Castilla y Camaná, es una formación geológica, en forma de vena negra.   
Este lugar era considerado sagrado por los antiguos peruanos en tiempos precolombinos, en el que se rendía culto a la virilidad masculina, a la fecundidad de la tierra, aquí se celebraban matrimonios masivos, tiene una altura de 120 metros y un ancho de 8 metros.
- Iglesia Colonial de San José de Uraca

## Deportes
El Distrito cuenta con el "Estadio José Ricketts" como sede principal el mismo que se ubica en el poblado de Corire, uno de los principales escenarios de la provincia de Castilla donde se juega la Liga Distrital de Uraca.
Los dos equipos más populares son el Social Corire y el Club Social Deportivo San Vicente.

## Autoridades

### Municipales
- 2023-2026*

Alcade:Ing. Fidel Alpaca Postigo
Regidores
CPC. Mary luz Colque Dueñas
Sr. Manuel Echevarria Vargas
Lic. Linda Cano Alpaca
Ing. Wily Pinto Flores
Ing. Medalit Melgar Mendoza
- 2019-2022:

Alcaldesa: Martha Selia Ruelas Condori
Regidores:
Javier Marino Alvarado Aguinaga
Wiliam Rafael del Carpio Heredia
Kildare Winfred Bernal Medrano
Jenny Valdeiglesias Quilca
Hermenegildo Zenon Cruz Céspedes
- 2014-2018:

Alcalde : Ramon Nonato Zegarra Prado	
Regidores: 
Pedro Ernesto Colque Cáceres			
Breiso Alberto Atencio Suarez			
Celestina Edelmira Llerena Chamana		
Máximo Gaston Chipana Tapia			
Rember Zenon Huaco Medina	
- 2011-2014[4]
  - Alcalde: Manuel Fidel Alpaca Postigo, del Movimiento Arequipa Renace (AR).
  - Regidores: Ricardo Jorge Palma Rodríguez (AR), Alfonso Leonardo Rodríguez Rojas (AR), Martha Selia Ruelas Condori (AR), Fred John Eduardo Cáceres Martínez (AR), César Cecilio Espejo Manrique (Fuerza Arequipeña).
- 2007-2010:
  - Alcalde: Héctor Raúl Cáceres Muñoz.

### Religiosas
- Obispo Prelado: Mons.  Mario Busquets Jordá.
- Parroquia Virgen Del Carmen: Párroco Prb. Martín Quintana Palacios .

### Policiales
- Comisario: Herles Pinto

## Festividades
El aniversario de la ciudad de Corire, es el primero de octubre, conmemorando la elevación de dicha ciudad a la categoría de capital del distrito de Uraca-Corire en el año de 1915 durante el gobierno del presidente Manuel Pardo y Lavalle.
Otras festividades religiosas de relevancia en el distrito, son: 
- Fiesta de Las Cruces (mes de mayo)
- Aniversario del Santuario de Huarango (último domingo de octubre)
- Virgen del Carmen Patrona del distrito. 15 de julio.
- Todos los Santos.